# عزيز أوحادي
عزيز أوحادي عداء ألعاب قوى مغربي، ولد يوم 24 يوليو 1984، متخصص في سباقات السرعة، داخل القاعة (60 متر و100 متر) و في الهواء الطلق (100 متر و200 متر) . من أبرز انجازاته وصوله لنصف نهاية 100 متر في بطولة العالم لألعاب القوى 2011 بديغو، و هو حامل الرقم القياسي المغربي لمسافة 100 متر.

## سيرته الرياضية
استطاع عزيز أوحادي أن يبرز في اختصاص المسافات القصيرة في بلد اشتهر بميل عدائيه للمسافات الطويلة في ألعاب القوى. بعد عدوه نهايتي ال 100 متر و ال 200 متر في بطولة أفريقيا لألعاب القوى بنيروبي، حيث احتل الصفين السادس والرابع، على التوالي، استفاد عزيز من برنامج تكوين رياضيي النخبة بالمغرب بخوضه معسكرات تدريبية مكثفة داخل المغرب وخارجه (في مراكز تدريب متخصصة لعدائي المسافات القصيرة)ِ

في 2011 فاز عزيز أوحادي بسباق ال 100 متر في ملتقى دولي بدكار حيث حطم الرقم القياسي المغربي برقم 10 ثواني و 9 أجزاء من المئة. و في نفس السنة حقق سبقا بكونه أول مغربي يصل لنصف نهاية مسافة قصيرة في مسابقة كبرى باحتلاله الصف السابع في نصف نهاية 100 متر في بطولة العالم بديغو. اختتم أوحادي سنة 2011 بحصده ذهبية ال 100 متر و برونزية ال 200 متر في الألعاب العربية بالدوحة.

في سنة 2012 احتل عزيز الصف الثامن في نهاية ال 60 متر ببطولة العالم داخل القاعة بإسطنبول محطما الرقم الوطني المغربي برقم 6 ثواني و 68 جزءا من المئة. في نفس السنة حطم أوحادي رقمه الشخصي في مسافة 200 متر في حدود 20 ثانية و 50 جزءا من المئة.

## إنجازاته
| السنة | المسابقة                               | المكان        | الرتبة | المنافسة |
| ----- | -------------------------------------- | ------------- | ------ | -------- |
| 2009  | الألعاب الفرانكوفونية 2009             | بيروت         | 2      | 100 متر  |
| 2010  | بطولة أفريقيا لألعاب القوى             | نيروبي        | 6      | 100 متر  |
| 2010  | بطولة أفريقيا لألعاب القوى             | نيروبي        | 4      | 200 متر  |
| 2011  | الألعاب العالمية العسكرية              | ريو دي جانيرو | 2      | 100 متر  |
| 2011  | الألعاب العالمية العسكرية              | ريو دي جانيرو | 2      | 200 متر  |
| 2011  | دورة الألعاب العربية الثانية عشرة 2011 | الدوحة        | 3      | 100 متر  |
| 2011  | دورة الألعاب العربية الثانية عشرة 2011 | الدوحة        | 1      | 200 متر  |
| 2012  | بطولة العالم لألعاب القوى داخل القاعة  | إسطنبول       | 8      | 60 متر   |

### أرقام شخصية
- 100 متر في الهواء الطلق - 10.09 ثانية (2011)
- 200 متر في الهواء الطلق - 20.50 ثانية (2012)
- 60 متر داخل القاعة - 6.68 ثانية (2012)
- 200 متر داخل القاعة - 21.19 ثانية (2012)

## روابط خارجية
- عزيز أوحادي على موقع الاتحاد الدولي لألعاب القوى (الإنجليزية)
- عزيز أوحادي على موقع الدوري الماسي (الإنجليزية)
- عزيز أوحادي على موقع اللجنة الأولمبية الدولية (الإنجليزية)
- عزيز أوحادي على موقع أوليمبيديا (الإنجليزية)
- عزيز أوحادي على موقع اللجنة الأولمبية المغربية (الفرنسية)

## وصلات خارجية
- صفحة عزيز أوحادي على موقع الاتحاد الدولي
- نتائج ملتقى دكار لألعاب القوى لسنة 2011 .